# Bothus constellatus
 Bothus constellatus és un peix teleosti de la família dels bòtids i de l'ordre dels pleuronectiformes.

## Morfologia
Pot arribar als 15,7 cm de llargària total.

## Distribució geogràfica
Es troba a les costes del Pacífic Occidental (Nova Zelanda i Illes Gambier) i al Pacífic Oriental (des del Golf de Califòrnia fins al Perú, incloent-hi les Illes Galápagos).